# Daniel Mendoza
Daniel Mendoza (ur. 5 lipca 1764 w Whitechapel, zm. 3 września 1836 w Londynie) – angielski bokser z okresu walk na gołe pięści.
Karierę bokserską rozpoczął w 1780 w wieku lat szesnastu. Nie najlepsze warunki fizyczne (ważył tylko 72,5 kg) nadrabiał szybkością, zwinnością oraz techniką. Był mistrzem Anglii kolejno w wadze lekkiej, półśredniej i średniej. W 1794 po śmierci Benjamina Braina ogłosił się mistrzem wszechwag. Potwierdził to zwyciężając 12 listopada Billa Warra. 15 kwietnia 1795 w Hornchurch stracił tytuł przegrywając w dziewiątej rundzie już po dziesięciu minutach z Johnem Jacksonem. Po utracie tytułu otworzył szkołę boksu i sportów walki zyskując uznanie jako instruktor. Walczył sporadycznie, po raz ostatni w 1820.
W roku 1990 został włączony w poczet Międzynarodowej Bokserskiej Galerii Sław.